# Каріта Йорвінен
Каріта Йорвінен (нар. 20 травня 1943, Сіпоо, Фінляндія) – фінська модель та акторка. Знялася у трьох кінофільмах зі сценічним ім'ям Каріта. 

## Життєпис
Каріта Йорвінен розпочала свою модельну кар'єру у Фінляндії наприкінці 1950-х.  
У 1960-х переїхала до Парижа, де працювала у провідних дизайнерів, таких як Коко Шанель, Ів Сен Лоран та Карл Лагерфельд.  
Дебют Йорвінен у кіно відбувся у 1962 році у французькому фільмі «Дама для чоловіка» («Lemmy pour les dames»). 
У 1967 зіграла головну роль у стрічці кіностудії Hammer Film Productions –  «Королева вікінгів».  
Йорвінен отримала хороші відгуки за свою роль королеви Саліни, але надалі не продовжила акторську кар'єру.
У 2010 Йорвінен в інтерв'ю заявила, що після "Королеви вікінгів" вона відкинула дві пропозиції ролей у фільмах про Джеймса Бонда. 
Каріта Йорвінен досі живе в Парижі. Вона також є власницею фермерського будинку у Ярвсе (Швеція). 